# 阿尔苏阿
阿尔苏阿（西班牙語：Arzúa，西班牙語發音：[aɾˈθu.a]），是西班牙加利西亚自治区拉科鲁尼亚省的一个市镇，下辖有22个堂區。该地以出产一种加利西亚传统乾酪而闻名。

## 图集

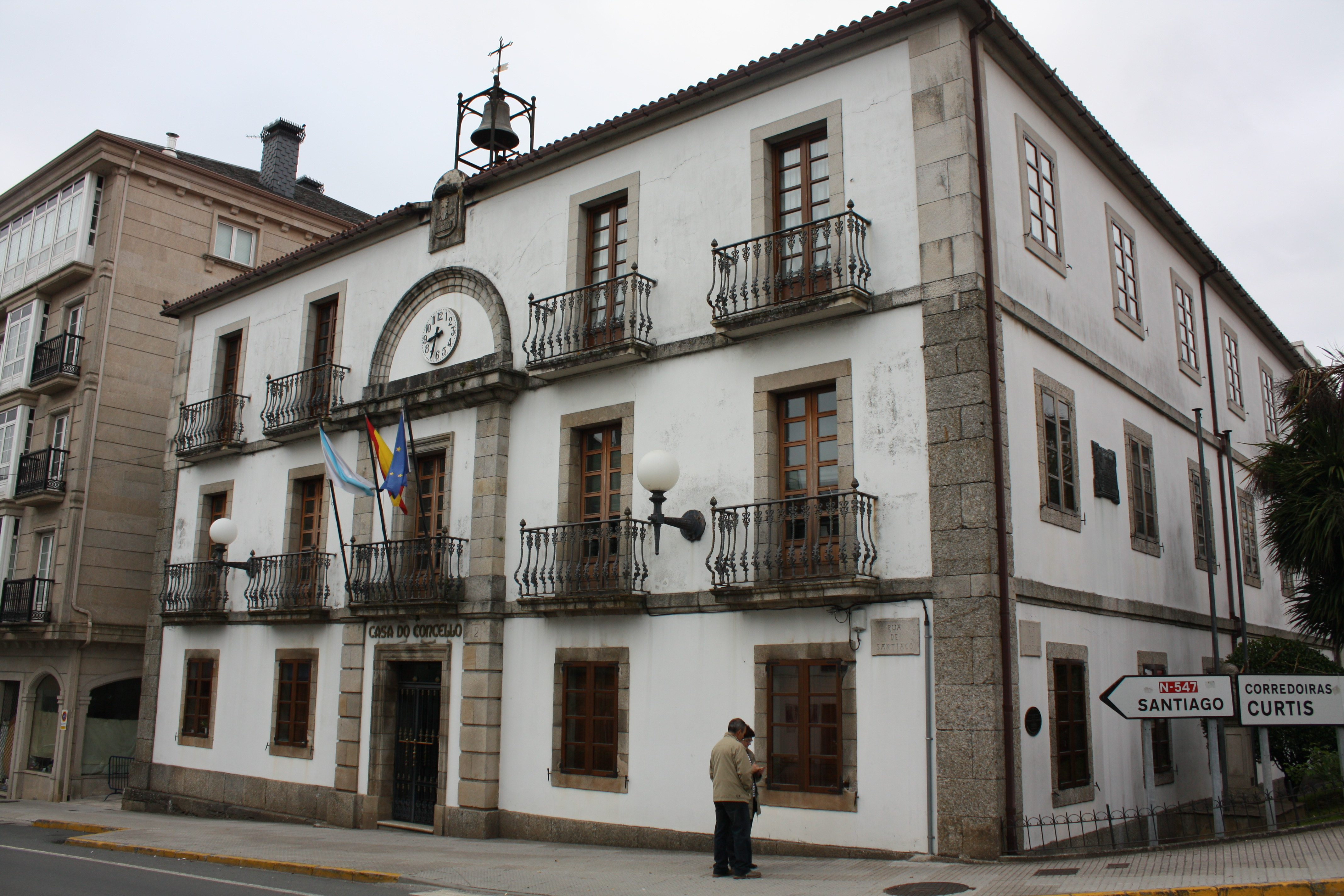
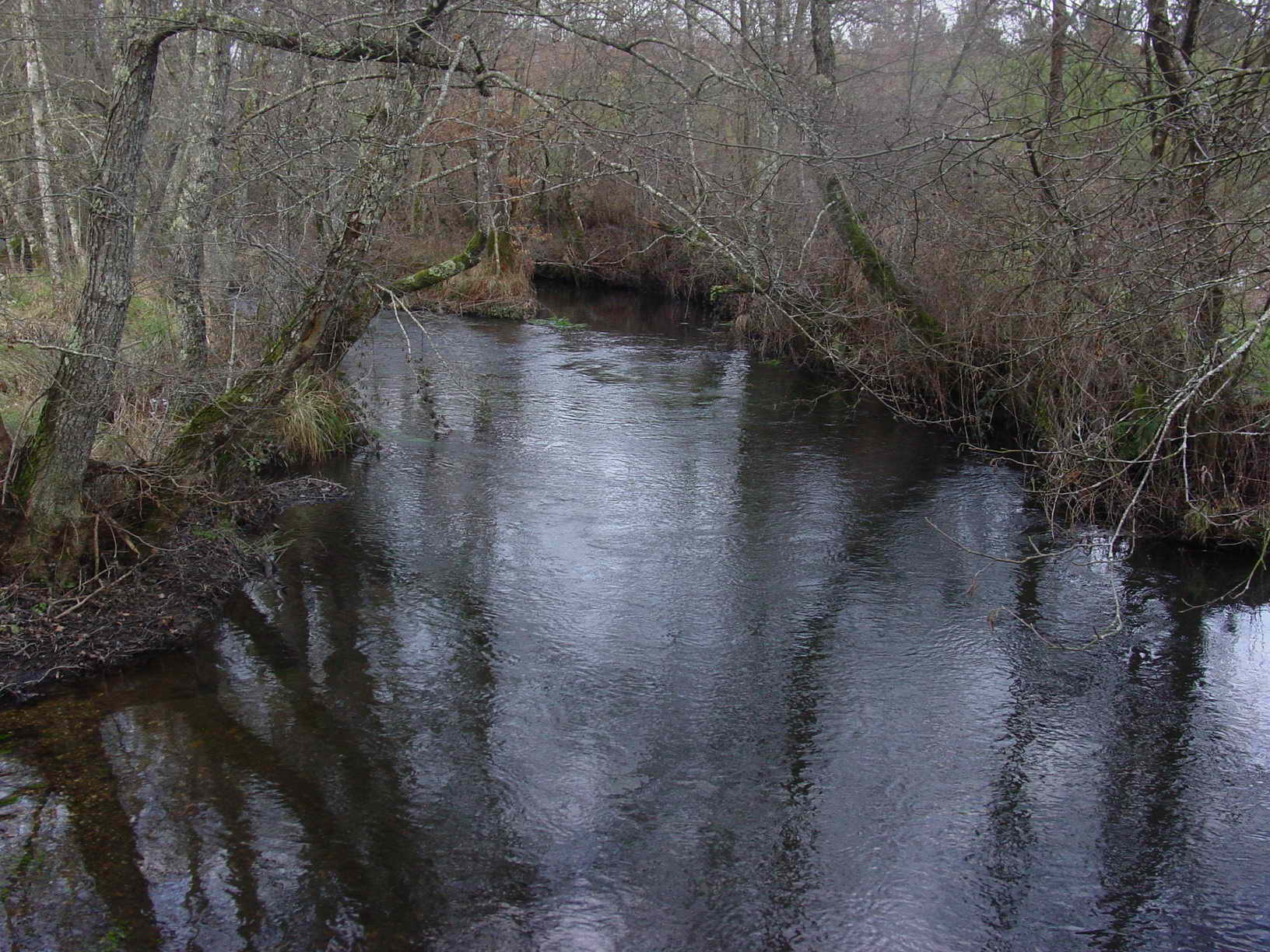
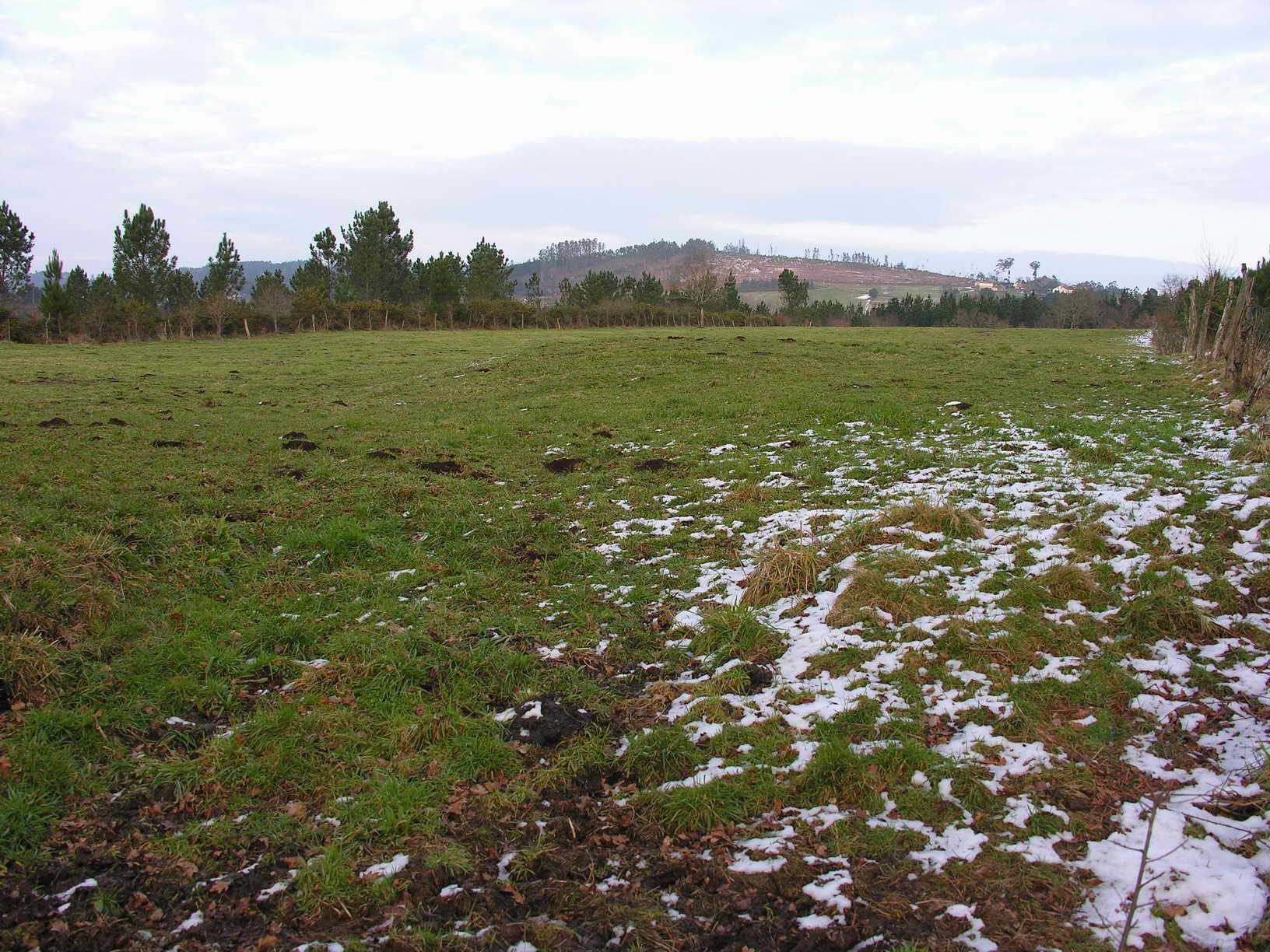
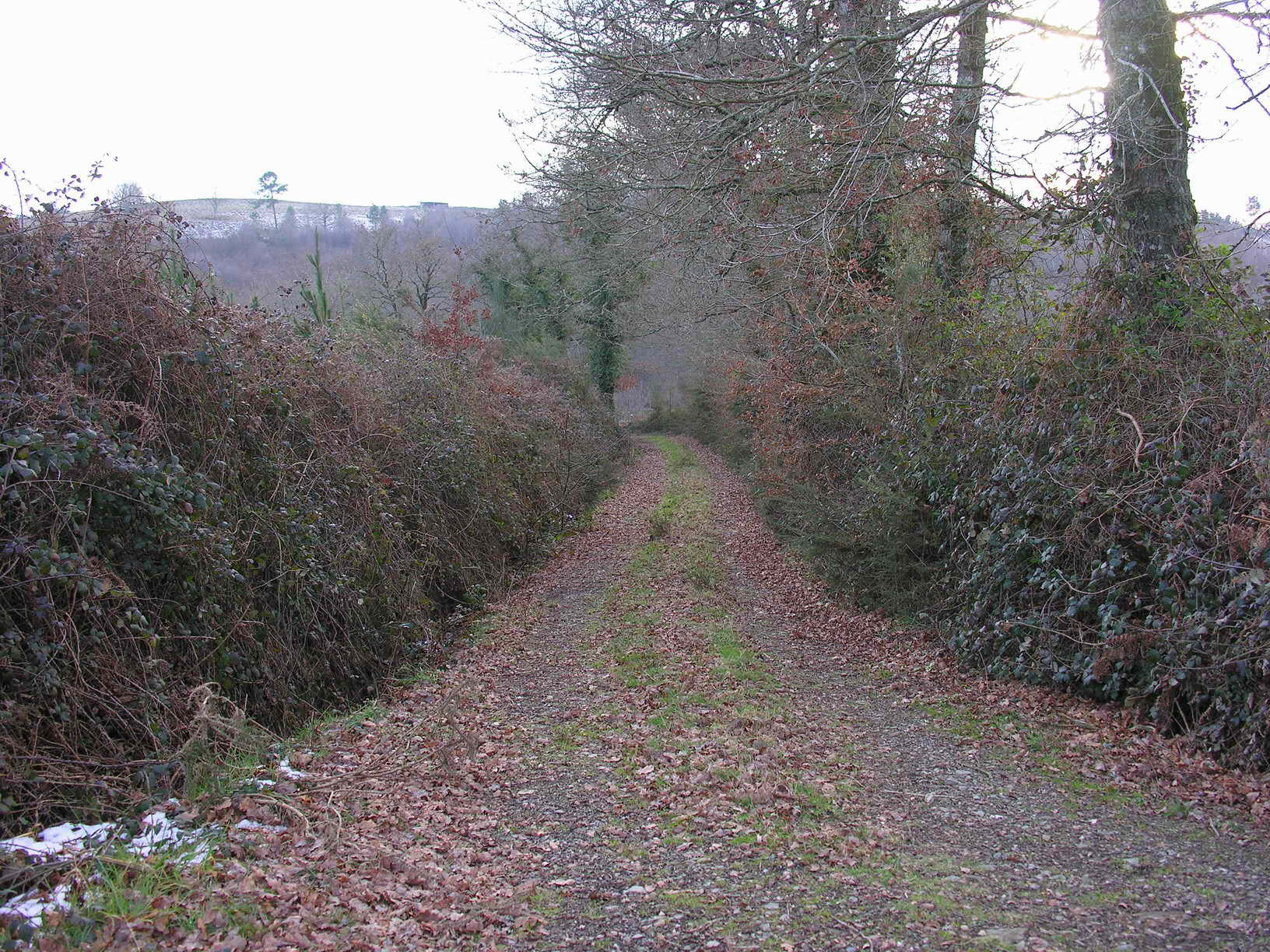

## 人口
| 阿尔苏阿               |
|                        |
| 来源：西班牙国家统计局 |